# Прокино (Белозерский район)
Прокино — деревня в Белозерском районе Вологодской области.
Входит в состав Визьменского сельского поселения, с точки зрения административно-территориального деления — в Георгиевский сельсовет.
Расстояние до районного центра Белозерска по автодороге — 89 км, до центра муниципального образования деревни Климшин Бор  по прямой — 20 км. Ближайшие населённые пункты — Акинино, Ванютино, Георгиевское.
По переписи 2002 года население — 10 человек.